# Jakob Welter
Jakob Welter (*  31. August 1907 in Dudweiler; † 19. April 1944 in Stuttgart) war ein deutsches KPD-Mitglied, das von den Nationalsozialisten hingerichtet wurde.

## Leben
Jakob Welter lernte nach der Schule Schlosser und arbeitete beim örtlichen Schlachthof. 1931 trat er, wie sein Bruder Heinrich, in die KPD ein. Sein Vater Christian Welter war Mitbegründer der Ortsgruppe Dudweiler. Jakob Welter verlor am 1. September 1932 vor dem Hintergrund der Weltwirtschaftskrise seine Arbeit und begann sich stärker in die Partei einzubringen. So verteilte er Flugblätter und warb neue Mitglieder an. Ende 1933 wurde er Organisationsleiter in Dudweiler und später auch Leiter der mitgliederstärksten Ortsgruppe der KPD. Im Rahmen des Abstimmungskampfes um das Saargebiet wurde er auch Mitglied einer „Selbstschutzeinheit“, die häufig in gewalttätige Konflikte mit NSDAP- und Stahlhelm-Mitgliedern geriet.
Am 7. September 1934 wurde seine Wohnung durchsucht. dabei wurde belastendes Propagandamaterial gefunden. Eine Anzeige wegen Herstellung und Verbreitung von Hetzschriften war anhängig, wurde jedoch nie zur Verhandlung gebracht, da Welter nach Bekanntgabe des Abstimmungsergebnis nach Frankreich emigrierte. Dort wandte er sich an die Rote Hilfe. Zudem engagierte er sich in der Auslandsabteilung der KPD, die ihn nach Schweden schickte. Dort schmuggelte er Flugblätter und das Parteiorgan Die Rote Fahne auf deutsche Schiffe. Im Rahmen der deutschen Besetzung von Norwegen wurde auch Welter als Emigrant im Flüchtlingslager Längmora in Schweden interniert.
Welter galt als zuverlässiger Genosse und wurde von Herbert Wehner für eine Kundschaftermission im Deutschen Reich rekrutiert. Dazu floh Welter zusammen mit zwei Genossen aus dem Lager. Über die Niederlande sollte er nach Deutschland einreisen, doch auf Grund organisatorischer Probleme blieb er von Mai 1942 bis Januar 1943 in den Niederlanden. Am 7. Januar 1943 gelang ihm mit einem gefälschten Pass die Einreise in das Deutsche Reich. Zurück im Saargebiet suchte er seine Eltern auf und verbrachte zwölf Tage in der alten Heimat. Zwischenzeitlich wurden die Pläne von Wehner und die bisher ins Reich geschickten KPD-Mitglieder von dem Mitwisser Karl Mewis an die schwedische Polizei verraten, die diese Informationen an die Gestapo weiterleitete.
Am 19. Januar wurde Welter von der Gestapo verhaftet und zunächst in Schutzhaft genommen, die wenig später in Untersuchungshaft umgewandelt wurde. Die Zeit bis zu seinem Prozess verbrachte er im Saarbrücker Lerchesflur-Gefängnis. Am 22. Februar 1944 wurde Welter vom Oberlandesgericht Stuttgart zum Tode verurteilt. Die Hinrichtung fand am 19. April 1944 statt.
In Dudweiler wurde nach dem Krieg eine Straße nach ihm benannt. Zudem wird er auf einer „Ehrengrabstätte für die Opfer der nationalsozialistischen Justiz im Heidelberger Bergfriedhof“ genannt.